# Pycnopsyche aglona
Pycnopsyche aglona là một loài Trichoptera trong họ Limnephilidae. Chúng phân bố ở miền Tân bắc.